# ميشال كولومبيي
ميشال كولومبير (بالفرنسية: Michel Colombier)‏ 23 مايو 1939 في ليون - 14 نوفمبر 2004 في لوس أنجلس كان ملحن أفلام فرنسي ، لحن كولومبير لأكثر من مائة فيلم ، أصبح أكثر شهرة عبر تأليفه لحن فيلم أرجواني المطر لمخرجه ألبرت ماجنولي وضد أي فرصة للمخرج تايلور هاكفورد والليالي البيضاء لنفس المخرج أيضا ، عمل مع الكثير من الفنانين الفرنسيين والأمريكيين المعروفين جنبا إلى جنب ، وآخرين مثل شارل أزنافور ، تحصل كولمبير مرتين على جائزة سيزر الفرنسية للأفلام ، يذكر أن كولمبير كان متزوج مرتين وله من كل زوجة ثلاث أولاد .

## أفلامه المنتجة
- ضد أي فرصة 1984
- الليالي البيضاء 1985
- الهدية غالية 1986
- بحثا عن الطفل الذهبي 1986

## روابط خارجية
- ميشال كولومبيي على موقع IMDb (الإنجليزية)
- ميشال كولومبيي على موقع ألو سيني (الفرنسية)
- ميشال كولومبيي على موقع ميوزك برينز (الإنجليزية)
- ميشال كولومبيي على موقع أول موفي (الإنجليزية)
- ميشال كولومبيي على موقع قاعدة بيانات الأفلام السويدية (السويدية)
- ميشال كولومبيي على موقع أول ميوزيك (الإنجليزية)
- ميشال كولومبيي على موقع ديسكوغز (الإنجليزية)
- ميشال كولومبيي على موقع ديسكوغز (الإنجليزية)
- ميشال كولومبيي على موقع قاعدة بيانات الفيلم (الإنجليزية)
- ميشال كولومبيي على موقع ليتربوكسد (الإنجليزية)